# Pavonia ovaliphylla
Pavonia ovaliphylla är en malvaväxtart som beskrevs av G.L. Esteves och A. Krapovickas. Pavonia ovaliphylla ingår i släktet påfågelsmalvor, och familjen malvaväxter. Inga underarter finns listade i Catalogue of Life.